# Flygbussarna

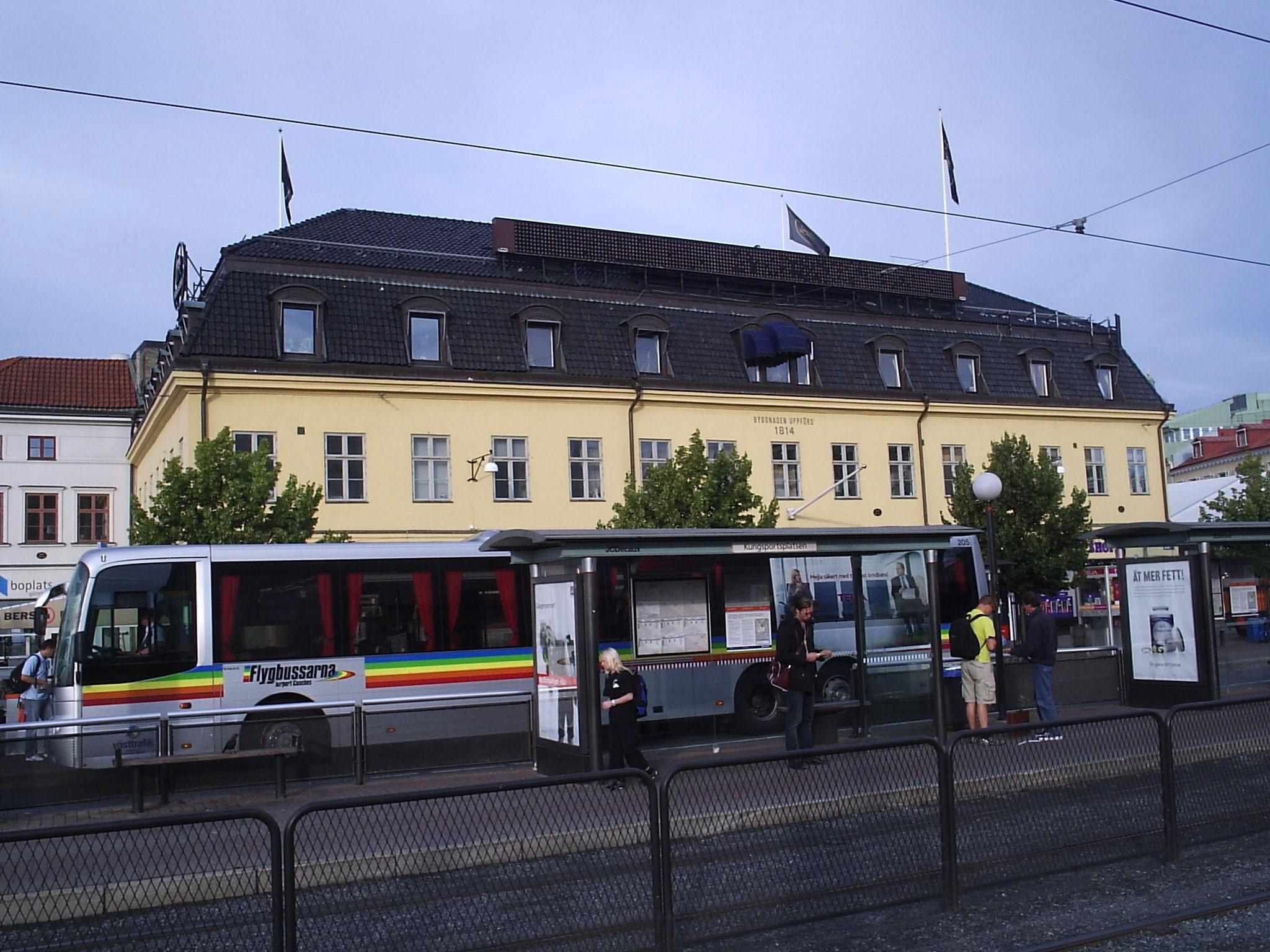
Flygbuss in het centrum van Göteborg.

Flygbussarna Airport Coaches AB is een Zweedse busmaatschappij met als basis Stockholm. De maatschappij zorgt voor busverbindingen tussen Zweedse luchthavens en de grotere steden. Zo vertrekt er elke 10 minuten een bus vanaf Stockholm Centraal naar Arlanda Airport. 
Het bedrijf werd door Storstockholms Lokaltrafik opgericht. 

## Verbindingen
- Göteborg City Airport - Göteborg
- Göteborg-Landvetter - Göteborg
- Malmö Airport - Malmö/Lund
- Småland Airport - Växjö
- Stockholm-Arlanda - Stockholm
- Stockholm-Bromma - Stockholm
- Stockholm-Skavsta - Stockholm/Norrköping/Linköping/Örebro
- Stockholm-Västerås - Stockholm